# Finland op het Eurovisiesongfestival 2024

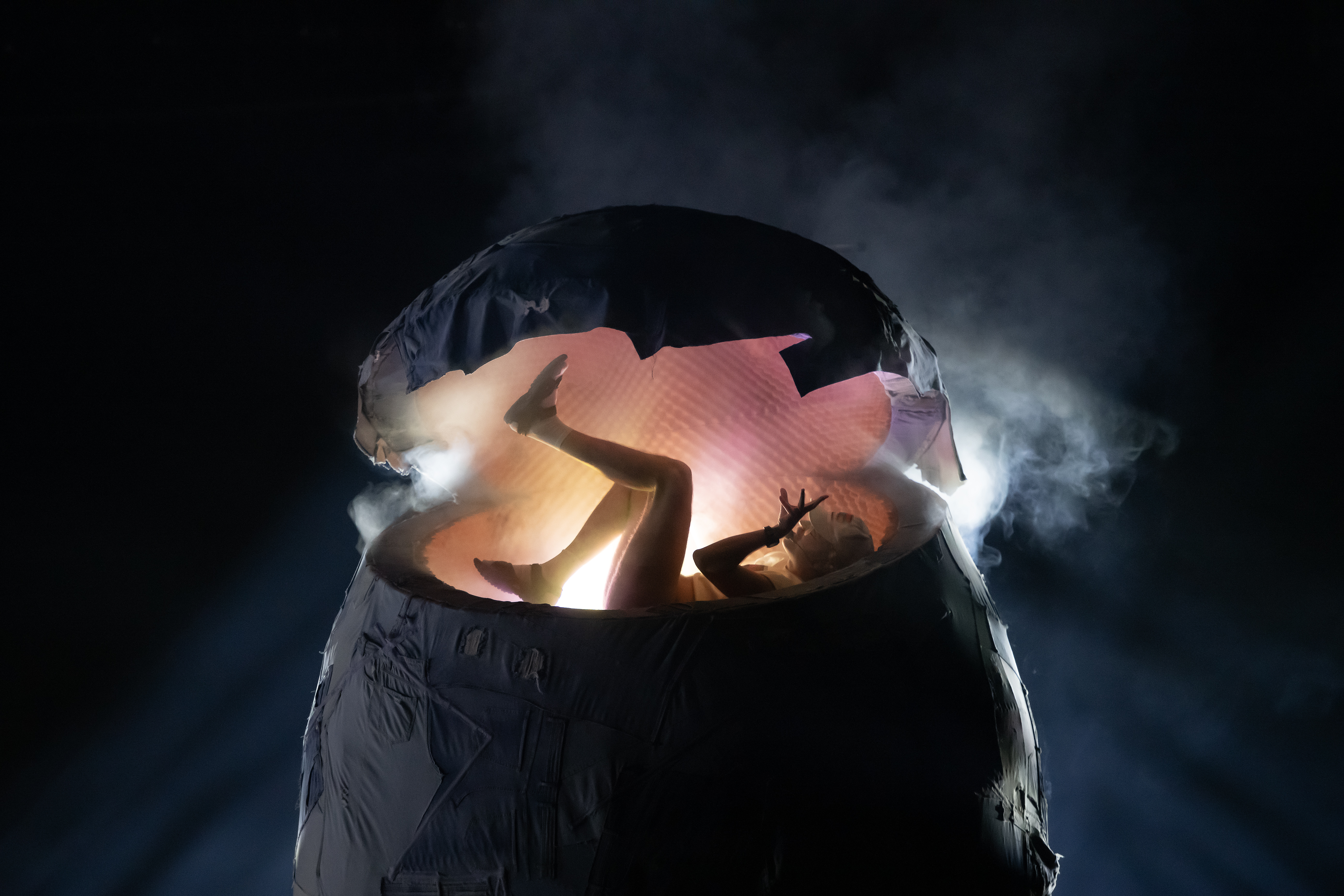
Windows95man tijdens de repetities.

Finland neemt deel aan het Eurovisiesongfestival 2024 in Malmö, Zweden. Het land zal voor de 57ste maal zijn opwachting aan het Eurovisiesongfestival maken.

## Selectieprocedure
Op 10 januari 2024 maakte de Finse omroep de plannen voor het Eurovisiesongfestival bekend. Naar jaarlijkse gewoonte werd de Finse kandidaat via de nationale finale Uuden Musiikin Kilpailu gekozen. Zeven kandidaten namen aan de nationale finale deel, zeven internationale jury’s bepalen voor 25% de uitslag en de televoters voor 75%. De finale werd gewonnen door Windows95man. De internationale jury’s (25%) gingen voor Sara Siipola, maar de televoters (75%) gingen massaal voor Windows95man waardoor laatste plaats van de jury’s alsnog naar de overwinning greep. 

## Uuden Musiikin Kilpailu 2024
20 februari 2024
| Plaats | Artiest                  | Lied                | Jury | Publiek | Totaal |
| ------ | ------------------------ | ------------------- | ---- | ------- | ------ |
| 1      | Windows95man             | No Rules!           | 28   | 285     | 313    |
| 2      | Sara Siipola             | Paskana             | 70   | 203     | 273    |
| 3      | Mikael Gabriel and Nublu | Vox Populi          | 42   | 136     | 178    |
| 4      | Cyan Kicks               | Dancing with Demons | 48   | 80      | 128    |
| 5      | Jesse Markin             | Glow                | 34   | 76      | 110    |
| 6      | Sexmane                  | Mania               | 34   | 74      | 108    |
| 7      | Sini Sabotage            | Kuori mua           | 38   | 27      | 65     |

## In Malmö
Finland trad aan in de eerste halve finale in Malmö. De groep kwalificeerde zich voor de grote finale op 11 mei 2024, waar het aantrad als 17de act, na Servië en voor Portugal. De groep eindigde uiteindelijk op de 19de plaats met 38 punten. 